# 結節頭龍屬
結節頭龍屬（屬名：Nodocephalosaurus）意為「瘤狀頭的蜥蜴」，是種甲龍科恐龍，目前只有一個種，嘉德蘭結節頭龍（N. kirtlandensis）。結節頭龍的正模標本是唯一發現的化石，包含一個不完整頭顱骨，發現於新墨西哥州的嘉德蘭組，年代為上白堊紀晚坎潘階。在亞洲發現類似結節頭龍的甲龍類化石，可能代表在白堊紀晚期，曾有亞洲恐龍遷移到北美洲。

## 敘述與分類
頭蓋骨的裝飾物為半平坦、球根狀、多角形的皮內成骨（Osteoderms），對稱地排列在頭顱骨的鼻前部位，除此之外還包含了三角形的方軛骨緣凸、以及角錐狀的鱗狀骨隆凸。
結節頭龍與蒙古的美甲龍與多智龍有相似處，這三種動物可能形成一個屬於甲龍亞科的演化支。然而，Vickaryous等人的2004年研究認為這個分類法是暫時性的，並將結節頭龍列為甲龍亞科的分類不明物種。結節頭龍的上頜有鼻竇空間。在1999年，羅伯特·蘇利文（Robert Sullivan）認為原先被嘉德蘭組所發現的包頭龍或胄甲龍化石，可能其實是結節頭龍的化石。